# Culture Hopewell
Pour les articles homonymes, voir Hopewell.

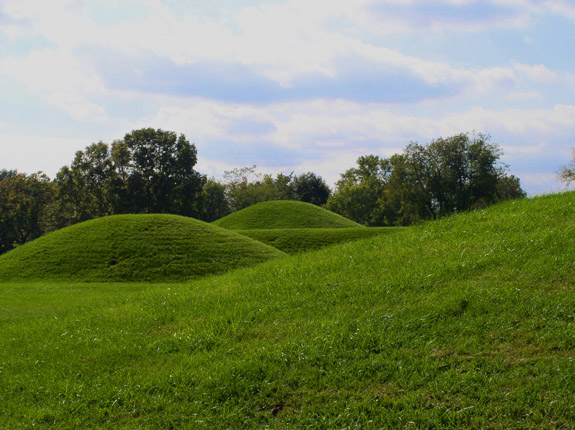
Le Mound City Group à Chillicothe, dans l'Ohio.

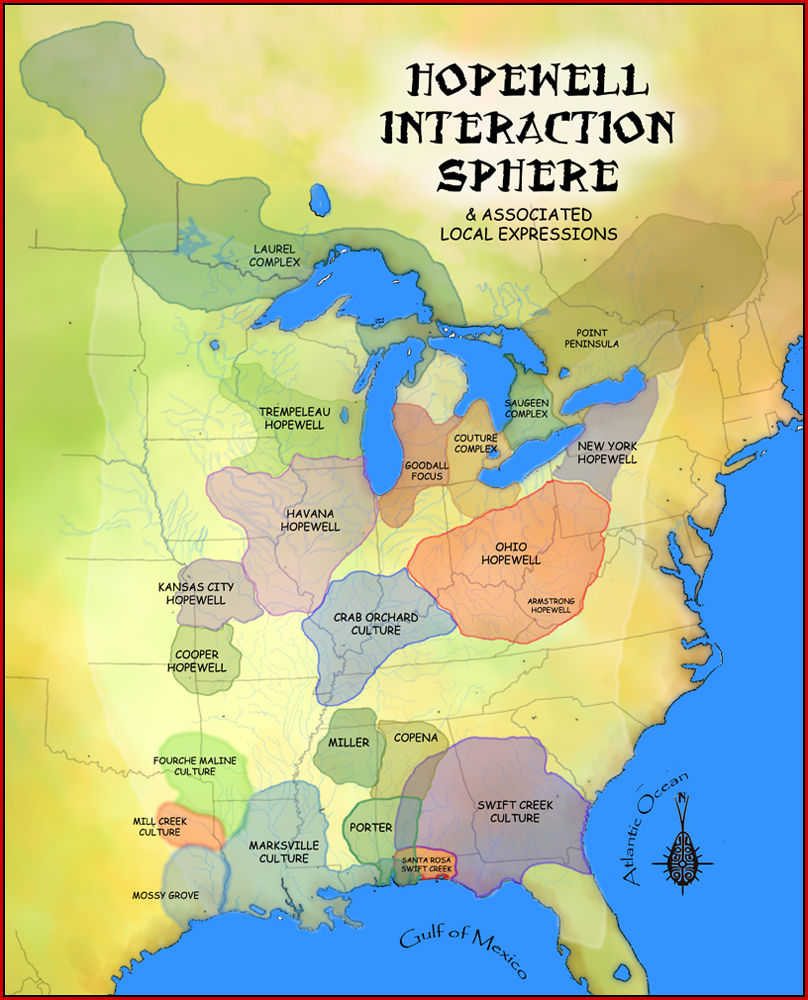
Réseau d'échange de la culture Hopewell.

La culture Hopewell est une culture nord-amérindienne qui s'est développée le long des cours d'eau du nord-est et du midwest des États-Unis, pendant la période sylvicole, entre le IIe siècle av. J.-C. et le Ve siècle apr. J.-C. Elle succède à la culture Adena et se rattache comme elle aux peuples des Mound Builders. À son apogée, elle concernait les territoires allant de l'ouest de New York au Missouri et du Wisconsin au Mississippi, y compris les rives du lac Ontario. Elle se caractérise par le développement d'un réseau de communication à longue distance et l'ampleur de ses sépultures.

## Vie quotidienne
Les villages Hopewell sont localisés dans des biotopes les plus divers, avec des ressources naturelles très variées. Courges et haricots, ramassage et cueillette continuent à fournir une part importante de la ration alimentaire. Le maïs est présent dans les derniers sites de la période, mais semble n’avoir joué qu’un rôle mineur. L'habitat des Hopewells est proche du wigwam des tribus voisines.
Les sites Hopewell font apparaître des édifices de terre, avec des banquettes de cinq mètres de haut définissant des zones circulaires, rectangulaires et octogonales, sur une superficie totale pouvant atteindre 40 hectares. Le mobilier funéraire, de grande qualité, indique l’existence d’un réseau social et religieux qui importe des matériaux exotiques : coquillages du golfe du Mexique au Michigan et au Wisconsin, dents de requins dans l’Illinois, cuivre près du lac Supérieur, obsidienne et dents de grizzly venues du « Far West » dans l’Illinois et l’Ohio, mica et silex. Les archéologues ont aussi retrouvé des objets sculptés dans de l'os et de la corne, comme des instruments de musique.

## Réseau de communication
La culture Hopewell se caractérise par un important réseau de communication et de commerce. À son apogée, le système d'échange Hopewell allait du Sud-Est des actuels États-Unis jusqu'au Sud-Est de l'actuel Canada. Dans cette zone, les différentes sociétés échangeaient des produits exotiques venu du Sud et des produits artisanaux tels que des poteries.

## Artisanat
La culture Hopewell a laissé derrière elle certains des plus beaux objet de l'artisanat d'art des Amériques. La plupart de ces œuvres avaient une signification religieuse et leurs tombes était remplies de colliers, de sculptures ornées en os ou en bois, des poteries décorées, des boucles d'oreille, et des pendentifs. Ce peuple a créé des œuvres d'art avec une plus grande variété et des matériaux plus exotiques que leurs prédécesseurs, tels que des dents d'ours, des perles d'eau douce, des coquillages, des dents de requin, du cuivre et même de petites quantités d'argent qui ont été transformées en pièces de belle facture. Des perles sculptées dans des débris de la météorite d’Anoka ont également été retrouvées.

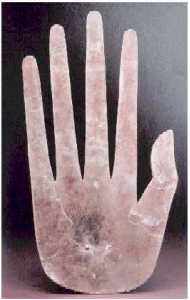
Main en Mica.
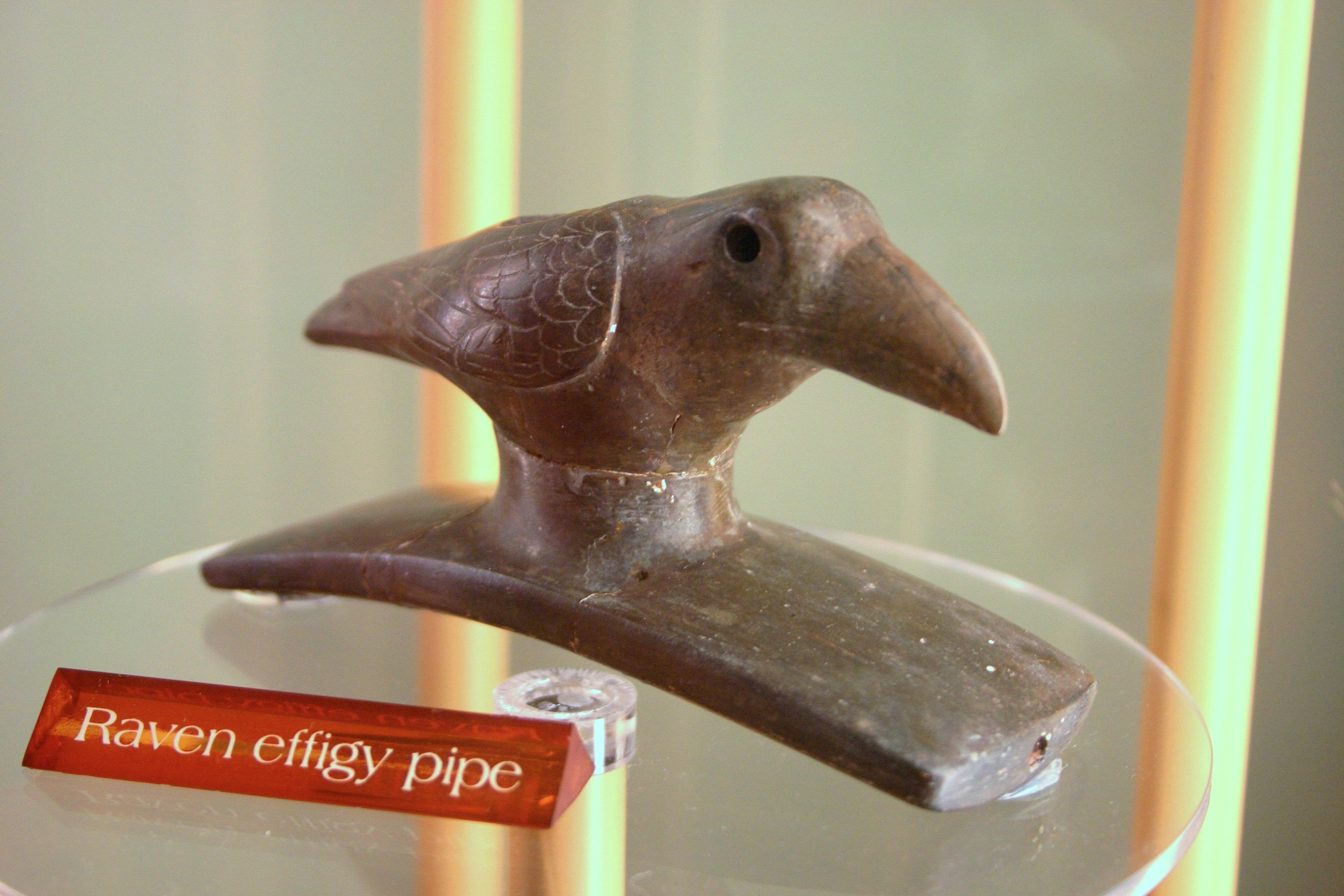
Pipe en os.
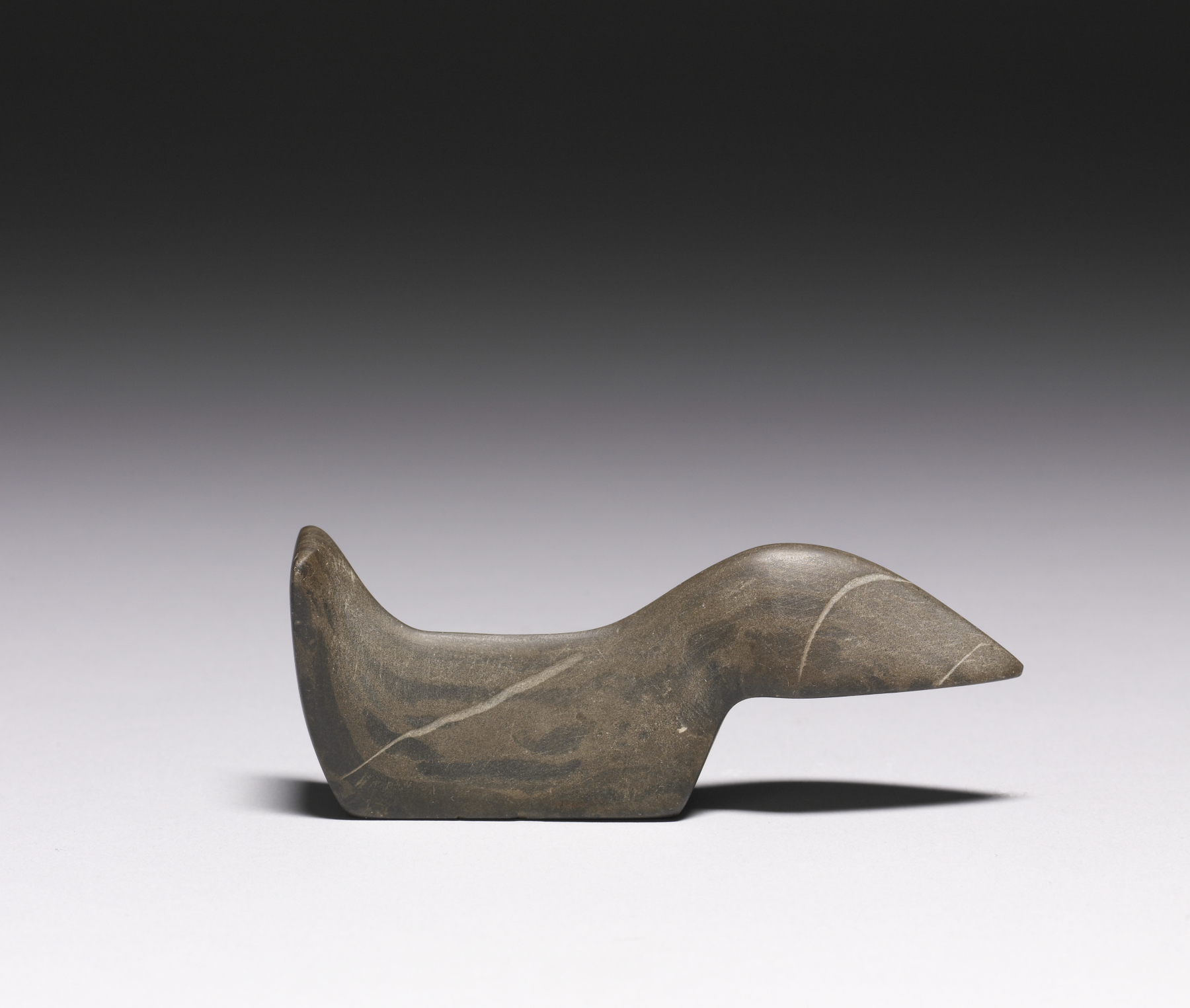
Statuette d'oiseau.

## Listes des différentes cultures Hopewell
- Armstrong
- Copena
- Crab Orchard
- Goodall Focus
- Havana Hopewell
- Kansas City Hopewell
- Laurel Complex
- Marksville
- Montane Hopewell
- Ohio Hopewell
- Point Peninsula Complex
- Saugeen Complex
- Swift Creek
- Wilhelm culture